# Leslie Graham
Robert Leslie (Les) Graham DFC (14 septembre 1911 - 12 juin 1953) est un pilote moto britannique qui a piloté en compétition dans les années 1930 à 1953. Il a remporté le premier championnat du monde de vitesse moto en 500 cc en 1949 sur AJS et réalisé de nombreux podiums dans les catégories 125 / 350 / 500. 

## Début de carrière (1929-1939)

### 1929 - 1935
Les Graham a commencé à courir au Stanley Speedway de Liverpool sur terre. En 1929, il a participé à une course sur le circuit d'Oswestry Park Hall, pilotant un Dot - JAP d'occasion, et est arrivé deuxième avec Henry Pinnington sur une AJS. Au cours des années suivantes , il a couru successivement sur plusieurs machines "hybrides" Rudge avec plus ou moins de succès. 

### 1936 - 1937
En 1936, il achète une nouvelle 250cc OHC OK-Supreme (en) à moindre coût (problèmes de soupapes). Il répare le moteur et participe avec cette machine au Grand Prix d'Ulster de 1936. Après avoir bouclé un tour du Clady Circuit, son moteur casse (problème de soupapes). Il répare le moteur et, en 1937 s'engage à la North West 200 il mènera la course en catégorie Lightweights avant une nouvelle fois d'abandonner sur problème mécanique (casse distribution) . Il est remonté, a rejoint le terrain et courait troisième derrière quelques Excelsiors, lorsque le pignon de soupape s'est cassé. Il répare de nouveau le moteur de sa OK-Supreme (en) et remporte sa prochaine course à Donington Park. Il participera la même année à l'Ulster Grand Prix où il terminera quatrième.

### 1938 - 1939
Après cela, il est approché par John Humphries (le fils du fondateur d'OK-Supreme (en)) pour rejoindre la société, il est chargé d'assembler les moteurs OHC. OK-Supreme (en) produisait des machines de short track avec des moteurs JAP. Les Graham, Andy McKay et John Humphries sont rapidement devenus connus comme le trio de pilotes OK-JAP des Midlands. À l'été 1938, ils participent aux South Eastern Championships sur la piste de grass track (course sur herbe) de Layhams Farm « mountain mile ». Les Graham remporte le « 20 lap Matchless Trophy », en établissant un nouveau record, bien que n'ayant jamais concouru sur cette piste auparavant. 
La même année, il termine 12e de l'Isle of Man TT (en) en catégorie Lightweight sur un OK-Supreme (en). En 1939, il s'engage de nouveau à Isle of Man TT (en) cette fois ci sur une Rudge (Rudge engine Chris Tattersal St. Annes). Il casse sa boite de vitesse dans l'avant-dernier tour alors qu'il était quatrième. Jock West (en) qui regardait la course l'engage alors pour piloter une Velocette en 1940, mais la seconde guerre mondiale ne lui permettra pas d'honorer ce contrat.

## La Seconde Guerre mondiale
Graham sert comme pilote dans la RAF pendant la Seconde Guerre mondiale. Il est affecté au 166e Escadron à partir de 1940, pilotant des bombardiers Lancaster au-dessus de l'Allemagne. Il atteint le grade de lieutenant d'aviation et reçoit la Distinguished Flying Cross en décembre 1944 pour bravoure. Par la suite, il vole avec Transport Command, jusqu'à sa démobilisation en 1946. 
Il avait reçu une invitation du Wing Commander JM ("Jock") West, OBE, pour rejoindre les ventes et la compétition chez Associated Motorcycles (AMC). 

## Carrière d'après-guerre (1946 - 1953)

### 1946
Il reprend la course à la fin des années 1940 au sein de l'équipe d'usine AJS.  
Il participe en tant que pilote privé à la première course d'après-guerre de Cadwell Park (en) , sur une Norton 350, et gagne. 

### 1947
En 1947, sur une AJS Porcupine (en), il termine à la 9e place de la course Senior Isle of Man TT (en).  
Il remporte 3 autres courses : 
- 4 avril, Cadwell Park (GB), 2 courses (AJS)[4]
- 7 avril, Cadwell Park (GB), une course (AJS)[4]

### 1948
En 1948, toujours à l'Isle of Man TT (en), il termine septième de la course Junior, mais ne termine pas la course Senior.  
Cette année-là à Montlhery, Jock West, Les Graham et le pilote français Georges Monneret battrons 18 records du monde à des vitesses comprises entre 172 et 179 km/h. 
Il remporte 3 autres courses : 
- 1er août, Saint-Gaudens (France), course 500cc (AJS)[4]
- 15 août, Eppynt (GB), course 350cc (AJS)[4]
- 9 octobre, Hutchinson 100, Lincoln (GB), course 1000cc (AJS)[4]

### 1949

#### Championnat du monde 500cc
Les Championnats du monde de moto ont eu lieu pour la première fois en 1949 (un an avant le début du Championnat du monde de Formule 1). Leslie Graham sera le premier vainqueur du prestigieux championnat du monde 500, sur une AJS Porcupine (en).  
Le championnat commence cette année là par l'épreuve Isle of Man TT (en),  Graham mènera la course Senior comptant jusqu'à 1,30 ms d'avance. À quelques kilomètres de l'arrivée, à la suite d'un problème mécanique (défaillance de son Magneto d'allumage) il est contraint de pousser sa machine, il terminera à la 10e position de l'épreuve (signant par ailleurs le meilleur tour en 25 min 31 s 00 et empochant par la même occasion 1 point au championnat du monde).  
Il remporte ensuite la deuxième épreuve du championnat du monde 500cc disputée à Bremgarten en Suisse, réalisant de nouveau le meilleur tour en course.  
Le troisième round du championnat cette année là est le Grand Prix moto des Pays-Bas. Grosse bagarre entre les A.J.S. bicylindres et les quatre cylindres Gilera. Graham fait toute la course en tête avec Nello Pagani dans sa roue. Les deux hommes se détachent et dans le dernier virage, Pagani passe Graham et remporte la victoire. Artesiani sur sa Gilera complète le podium. La quatrième manche se déroule sur le circuit de Spa en Belgique. Nouveau résultat blanc pour Leslie Graham qui doit abandonner à la suite d'une fuite de carburant. Pagani termine cinquième.  
Les Graham remporte le Grand Prix moto d'Ulster, cinquième manche de la saison, réalisant pour la 3e fois de la saison le meilleur tour en course.  
Avec cette deuxième victoire de la saison, sa deuxième place à Assen et les points engrangés pour ses tours les plus rapides en course, Leslie Graham remporte le premier titre de Champion du Monde de Vitesse Moto catégorie 500cc de l'histoire.  
Âgé de 37 ans et 341 jours, il restera à jamais le plus vieux des champions du Monde de la catégorie 500cc.  
La finale du championnat du monde se déroule à Monza en Italie où le héros local Nello Pagani sur Gilera gagne, Les Graham terminera 6e de l'épreuve.  
À noter qu'au nombre total de points sur la saison, c'est Nello Pagani qui termine premier (Artesiani second) et Les Graham troisième, cependant en 1949 le classement final comptabilise les 3 meilleurs résultats de chaque pilote. 

#### Championnat du monde 350cc
Graham est aussi engagé en 350cc sur AJS. Son meilleur résultat de la saison est une deuxième place lors du Grand Prix de Suisse à Berne.

#### Autres courses

##### 500cc
Il participe la même année au premier grand prix de France d'après guerre (ne comptant pas pour le championnat du monde), sur le circuit de Comminges, Saint Gaudens, toujours sur AJS. il remporte la course en 500cc. 
Il signe quatre autres victoires : 
- 18 avril, Blandford Camp (GB), course 500cc (AJS)
- 1er mai, Floreffe (Belgique), course 500cc (AJS)
- 14 mai, Eppynt (GB), course 500cc (AJS)
- 8 octobre, Hutchinson 100, Silverstone (GB), course 500cc (AJS)[4]

##### 350cc
Il termine également la même année deuxième du  grand prix de France (ne comptant pas pour le championnat du monde) toujours sur AJS.
Il signe trois autres victoires :
- 18 avril, Blandford Camp (GB), course 350cc (AJS)
- 1er mai, Floreffe (Belgique), course 350cc (AJS)
- 14 mai, Eppynt (GB), course 350cc (AJS)[4]

### 1950

#### Championnat du monde 500cc
En 1950, la première épreuve du championnat du monde, l'Isle of Man TT 1950 (en)  se déroule le 10 juin, Les Graham termine 4e sur une AJS derrière Geoff Duke, Artie Bell (en) et Johnny Lockett (en).
Seconde épreuve du championnat sur le circuit de Spa en Belgique le 2 juillet 1950. Durant la course Les Graham heurte Carlo Bandirola (alors en tête) et chute violemment (entraînant par la même occasion la chute de son coéquipier Artie Bell (en) qui se blessera gravement). Graham s'en sortira indemne (contrairement à Artie Bell (en), paralysé du bras droit, il ne recourra jamais). 
Troisième course de la saison, Grand Prix moto des Pays-Bas le 8 juillet. En butte à des soucis pneumatiques Graham abandonne au cinquième tour. Umberto Masetti est le premier à remporter deux GP 500 consécutifs. 
Quatrième manche de la saison en Suisse, sur le circuit des nations de Genève le 23 juillet 1950 . Malgré une chute, Leslie Graham remporte le premier doublé 350/500 en championnat du Monde. 
Cinquième course de la saison 1950 le Grand Prix d'Ulster se déroule le 18 août 1950. Les Graham termine second derrière Goeff Duke. 
La sixième et dernière course de la saison se déroule à Monza en Italie pour le Grand Prix des Nations le 10 septembre 1950. Résultat blanc pour Les Graham. Goeff Duke remporte la course. 
Graham termine 3e du championnat du monde 500cc derrière l'Italien Umberto Masetti (Gilera) et la nouvelle star Geoff Duke ( Norton ) originaire d'Angleterre.  

#### Championnat du monde 350cc
Il est engagé en 350cc sur AJS
Graham termine 4e de l'Isle of Man TT 1950 (en) première manche de la saison.   
Il remporte la quatrième épreuve de la saison en Suisse, sur le circuit des nations de Genève (il gagne aussi en 500cc, voir plus haut)   
Il terminera deuxième de la dernière course de la saison à Monza en Italie pour le Grand Prix des Nations.   
Graham termine la saison en 3e position, derrière Geoffrey Duke et Bob Foster

#### Autres courses

##### 500cc
Il remporte 2 autres courses :
- 7 mai, Eppynt (GB), course 500cc (AJS)
- 14 mai, Floreffe (Belgique), course 500cc (AJS)

##### 350cc
Il participe également en 1950 à l'International Six Days Trial qui se tient au Pays de Galles sur une AJS 350.
Il remporte également 4 autres courses :
- 22 avril, Silverstone (GB), course 350cc (AJS)
- 30 avril, Mettet (Belgique), course 350cc (AJS)
- 7 mai, Eppynt (GB), course 350cc (AJS)
- 7 octobre, Hutchinson 100, Silverstone (GB), course 350cc (AJS)

### 1951

#### Championnat du monde 500cc
En 1951, le comte Domenico Agusta (en) s'appriche de Graham pour piloter pour MV Agusta. Frustré par un manque de développement avec l'AJS, il rejoint l'équipe italienne pour rouler et développer leur 500cc à quatre cylindres. Graham ne parvient pas à marquer des points pour MV Agusta en catégorie 500cc cette saison. Bien qu'étant très puissantes, la tenue de route des MV Agusta était moins bonne que la concurrence. Les 500cc MV Agusta déclarent forfait pour la cinquième manche en France. 

#### Championnat du monde 350cc
Graham s'engage aussi en catégorie 350cc sur une Velocette MkVIII KTT 350, terminant 6e de la catégorie.
Il termine 2e du grand prix d'Espagne et remporte le Grand Prix de Suisse. Les Graham signe sa quatrième victoire en trois ans et la dernière victoire d'une Velocette en GP. C'est également la dernière fois que gagne une machine à fourche à parallélogramme. En 350cc lors de la quatrième épreuve du championnat, sur le circuit de Spa en Belgique, Les Graham pilotera une Norton.

#### Championnat du monde 125cc
Il a également terminé 8e du championnat du monde 125cc en 1951 avec pour meilleurs résultat une 3e place au Grand Prix moto des Pays-Bas sur MV Agusta

#### Autres victoires

##### 125
- 29 septembre, Thruxton (GB), Course 125cc (MV Agusta)
- 6 octobre, Hutchinson 100, Silverstone (GB), course 125-350cc (Velocette)

##### 350
- 6 octobre, Hutchinson 100, Silverstone (GB), course 125-350cc (Velocette)

##### 500
- 29 septembre, Thruxton (GB), Course par invitation (500 MV Agusta)

### 1952

#### Championnat du monde 500cc
Graham s'engage en 500cc toujours avec MV Agusta (cette fois-ci équipées d'une transmission par chaîne). 
Graham ne marque aucun point lors de la première manche en Suisse. 
Seconde manche de la saison le Isle of Man TT 1952 (en). Les Graham termine deuxième, un changement de vitesse manqué et une perte de puissance qui en a résulté l'ont sans aucun doute privé d'une victoire. Reg Armstrong ( Irlande ), au guidon d'une Norton d'usine, a remporté la victoire, cassant sa chaîne alors qu'il franchissait la ligne d'arrivée, avec Les Graham 33,4 secondes derrière.  
Les Graham ne marquera pas de point lors des deux épreuves suivantes, le Grand Prix moto des Pays-Bas et le GP de Belgique.  
Il termine 4e lors de la cinquième manche avec le meilleur tour à Solitude en Allemagne de l'Ouest.  
Il abandonne lors de l'Ulster Grand Prix (problèmes de bande de roulement avec ses Dunlops ) mais signe le tour le plus rapide.  
Avant dernier rendez-vous de la saison à Monza en Italie pour le Grand Prix des Nations. Leslie Graham offre au Comte Agusta sa première victoire en 500. Il a su faire évoluer la tenue de route de la quatre-cylindres pour en faire une machine capable de battre les Gilera. 
Avec cette victoire Les Graham est encore en mesure d'être titré. Il s'offre par ailleurs le meilleur tour devant une foule enthousiaste à Monza. 
Les Graham enregistre une deuxième victoire consécutive lors du Grand Prix d'Espagne à Barcelone.
Il termine la saison en deuxième position derrière Umberto Masetti de Gilera.

#### Championnat du monde 250cc
Graham s'engage sur Velocette (malgré le retrait de l'équipe du championnat) et sur Benelli. 
Lors du grand prix de Suisse, sa Velocette n'étant pas arrivée, Leslie Graham s'est fait prêter une Benelli ex-usine. Il terminera 3e de la course !  
Graham termine 4e du Isle of Man TT 1952 (en), deuxième manche de la saison sur Velocette. 
Par la suite, il ne marquera des points que lors du Grand Prix d'Ulster où il finira 3e
Les terminera la saison au 3e rang.   

#### Championnat du monde 125cc
Leslie Graham s'engage en 125cc pour MV Agusta. 
Il enregistrera deux podiums lors des deux dernières courses de la saison, à Monza en Italie pour le Grand Prix des Nations (3e) et au Grand Prix d'Espagne à Barcelone (2e) 
Avec ces deux derniers résultats, il termine au 4e rang du championnat.    

#### Championnat du monde 350cc
Les Graham marquera un point sur Velocette lors du Grand Prix d'Allemagne à Solitude en Allemagne de l'Ouest.  

#### Autres victoires
- 27 septembre, Hutchinson 100, Silverstone (GB), course 250cc (Velocette)
- 4 août, Boreham (GB), Course125cc (MV Agusta)

### 1953
En 1953, Graham était le favori de la pré-saison et pressenti pour remporter à nouveau le championnat. En 125 et 500 sur MV Agusta Hélas, cela n'arrivera jamais. 
Lors de l'épreuve inaugurale de la saison, l'Isle of Man TT 1953 (en), le jeudi, il remporte la course en catégorie Lightweight 125 (avec le meilleur tour en course). Leslie Graham remporte sa première victoire en 125. Il est le premier pilote à  avoir remporté un GP dans trois catégories différentes (125, 350, 500). 
Dans le TT senior du vendredi, au deuxième tour, Leslie Graham, alors troisième derrière Duke et Amm, perd le contrôle de sa moto à Bray Hill. Il sera tué sur le coup. Dans ce même tour, l'Australien Geoff Walker chute et se tue en heurtant un arbre. Carlo Bandirola et le reste de l'équipe de course MV Agusta se sont retirés du championnat cette année-là en signe de respect.
La stèle commémorative, Mémorial Graham (en), a été construite sur la route de montagne Snaefell en 1955. 

#### Autres victoires
- 3 mai, Mettet (Belgique), Course 500cc (MV Agusta)

## Résultats Grand Prix Moto
Système de points de 1949
| Position | 1  | 2 | 3 | 4 | 5 | Tour le plus rapide |
| Points   | 10 | 8 | 7 | 6 | 5 | 1                   |

Seuls les trois meilleurs résultats de chaque pilotes sont comptabilisés.
Système de points de 1950 à 1968 
| Position | 1 | 2 | 3 | 4 | 5 | 6 |
| Points   | 8 | 6 | 4 | 3 | 2 | 1 |

En 1950 seuls les quatre meilleurs résultats de chaque pilotes sont comptabilisés.
De 1951 à 1955 seuls les cinq meilleurs  résultats de chaque pilotes sont comptabilisés.
( clé ) (Les courses en italique indiquent le meilleur tour) 
| Année | Classe | Team      | 1      | 2      | 3      | 4     | 5     | 6     | 7     | 8     | 9     | Points | Position | Victoires |
| ----- | ------ | --------- | ------ | ------ | ------ | ----- | ----- | ----- | ----- | ----- | ----- | ------ | -------- | --------- |
| 1949  | 350cc  | AJS       | IOM NC | SUI 2  | NED -  | BEL - | ULS - |       |       |       |       | 8      | 7e       | 0         |
| 1949  | 500cc  | AJS       | IOM 10 | SUI 1  | NED 2  | BEL - | ULS 1 | NAT 6 |       |       |       | 30     | 1er      | 2         |
| 1950  | 350cc  | AJS       | IOM 4  | BEL -  | NED -  | SUI 1 | ULS - | NAT 2 |       |       |       | 17     | 3e       | 1         |
| 1950  | 500cc  | AJS       | IOM 4  | BEL -  | NED -  | SUI 1 | ULS 2 | NAT - |       |       |       | 17     | 3e       | 1         |
| 1951  | 125cc  | MV Agusta | ESP -  |        | IOM NC |       | NED 3 |       | ULS - | NAT - |       | 4      | 8e       | 0         |
| 1951  | 350cc  | Velocette | ESP 2  | SUI 1  | IOM 10 | BEL - | NED - | FRA - | ULS - | NAT - |       | 14     | 6e       | 1         |
| 1951  | 500cc  | MV Agusta | ESP -  | SUI -  | IOM NC | BEL - | NED - | FRA - | ULS - | NAT - |       | 0      | -        | 0         |
| 1952  | 125cc  | MV Agusta |        | IOM -  | NED -  |       | GER - | ULS - | NAT 3 | ESP 2 |       | 10     | 4e       | 0         |
| 1952  | 250cc  | Velocette | SUI 3  | IOM 4  | NED -  |       | GER - | ULS 3 | NAT - |       |       | 11     | 3e       | 0         |
| 1952  | 350cc  | Velocette | SUI -  | IOM NC | NED 7  | BEL 6 | GER - | ULS - | NAT - |       |       | 1      | 13e      | 0         |
| 1952  | 500cc  | MV Agusta | SUI -  | IOM 2  | NED 7  | BEL - | GER 4 | ULS - | NAT 1 | ESP 1 |       | 25     | '2e      | 2         |
| 1953  | 125cc  | MV Agusta | IOM 1  | NED -  |        | GER - |       | ULS - |       | NAT - | ESP - | 8      | 5e       | 1         |
| 1953  | 350cc  | MV Agusta | IOM NC | NED -  | BEL -  |       | FRA - | ULS - | SUI - | NAT - | ESP - | 0      | -        | 0         |
| 1953  | 500cc  | MV Agusta | IOM NC | NED -  | BEL -  | GER - | FRA - | ULS - | SUI - | NAT - | ESP - | 0      | -        | 0         |